# Wsewolod Fjodorowitsch Rudnew

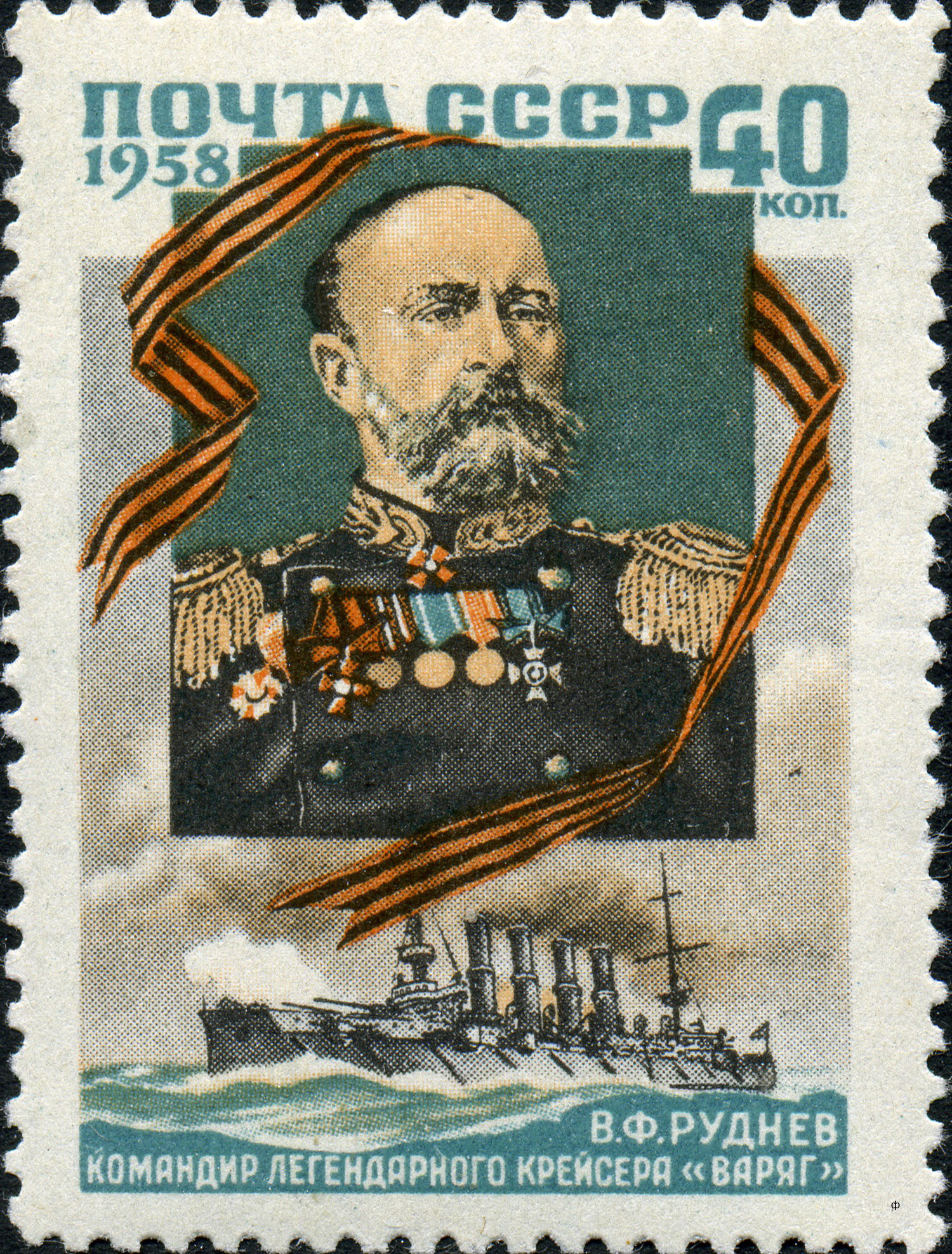
Sowjetische Briefmarke, 1958

Wsewolod Fjodorowitsch Rudnew (russisch Всеволод Фёдорович Руднев; wissenschaftliche Transliteration Vsevolod Fëdorovič Rudnev, * 19. Augustjul. / 31. August 1855greg. in Dünamünde, Gouvernement Livland; † 7. Julijul. / 20. Juli 1913greg. in Myschonki bei Tula) war ein russischer Marineoffizier.
Rudnew trat in die Kaiserlich Russische Marine ein. Zu Beginn des Russisch-Japanischen Krieges war er Kapitän des Kreuzers Warjag. Das Schiff wurde zusammen mit dem russischen Kanonenboot Korejez im Hafen von Tschemulpo von einem überlegenen japanischen Verband gestellt und zur Kapitulation aufgefordert. Rudnew entschloss sich, den aussichtslosen Kampf aufzunehmen. Beide Schiffe wurden anschließend von ihren Besatzungen versenkt.
Wsewolod Rudnew wurde mit dem Sankt-Georgs-Orden und nach dem Krieg als erster Russe mit dem japanischen Orden der Aufgehenden Sonne ausgezeichnet. Er wurde entlassen, als er sich weigerte, nach dem Aufstand 1905 seine Matrosen zu bestrafen und trat als Konteradmiral in den Ruhestand.